# DJ MAIN
DJ MAIN（でぃーじぇーめいん）は、コナミ（後のコナミデジタルエンタテインメント→コナミアミューズメント）が開発したアーケードゲーム基板である。
SYSTEM-GXをベースとして、beatmania向けにカスタマイズした設計になっている。そのためbeatmaniaの世界観（ディスクジョッキー、DJ）にかけた名称が付いている。
当時のアーケードゲーム基板としては珍しくIDEインターフェイスを装備しており、HDDが接続できるようになっている。また4chのサウンド出力端子、スクラッチ検出用の制御基板を接続するための8P8Cモジュラージャック、各種I/Oコネクタ、ゲームやコインの設定を行うためのディップスイッチが付いている。

ゲームソフトはHDDとEPROMのセットで配布される。
また、有志によって開発された本基板をエミュレートする同名のWindows用アーケードゲームエミュレータ（表記はdjmain）を指す（現在はMAMEに統合）。
beatmaniaシリーズでは、4thMIX以降から何度も大量削除などが行われた。THE FINALになると、過去の曲が多く復活したが、性能の限界により、ムービーの縮小・DANCERが削除などになった。

## 主なスペック
- CPU : MC68EC020FG25
- サウンド : 多チャンネル出力対応コナミカスタムサウンドチップ
- 画面解像度 : 512×384dot 24.8kHz
- メディア : 2.5インチ IDE HDD（音声）、EPROM×10（プログラム、グラフィック）

## 使用タイトル
※ beatmaniaシリーズには海外版（HipHopMania、beatstage）も含まれる。
- beatmania (1997年12月)
- beatmania 2ndMIX (1998年3月)
- beatmania 3rdMIX (1998年9月)
- beatmania Complete MIX (1999年1月)
- beatmania 4thMIX -the beat goes on- (1999年4月)
- beatmania 5thMIX -Time to get down- (1999年9月)
- beatmania Complete MIX 2 (2000年1月)
- beatmania ClubMIX (2000年3月)
- beatmania featuring DREAMS COME TRUE (2000年6月)
- beatmania CORE REMIX (2000年11月)
- beatmania 6thMIX -THE UK UNDERGROUND MUSIC- (2001年7月)
- beatmania 7thMIX -keepin' evolution- (2002年1月)
- beatmania THE FINAL (2002年7月)
- pop'n music (1998年9月)
- pop'n music 2 (1999年3月)
- pop'n music 3 (1999年9月)
  - pop'n music 4以降はFirebeat基板を使用
- pop'n stage (1999年9月)
- pop'n stage ex (1999年12月)